# Velinja vas
Velinja vas (nemško Wellersdorf) je naselje v Občini Bilčovs v Okraju Celovec-dežela na Koroškem v Avstriji.